# Kloster Gutnau
Das Kloster Gutnau (alte Schreibweise auch Kloster Guttnau oder Gutenau), war ein kleines Benediktinerinnenkloster in Neuenburg am Rhein im Landkreis Breisgau-Hochschwarzwald.

## Geschichte
Das Kloster Gutnau wurde gemäß der Nachricht aus dem Liber Originum des Abtes Caspar Molitoris von Guta, einer Nonne aus dem Kloster Sitzenkirch, mit Hilfe einer erhaltenen Erbschaft im Jahr 1181 gegründet. Das erste Klostergebäude befand sich wohl unmittelbar am Rhein, wurde aber später weiter vom Ufer entfernt gegen Auggen wieder errichtet. Im Jahr 1260 schlossen sich Nonnen des Klosters Sitzenkirch dem Konvent in Gutnau an allerdings ohne Genehmigung des St. Blasianer Abtes. Daher mussten 1261 die Sitzenkirchener Nonnen zurückkehren. 1423 brannte das Kloster bis auf die Grundmauern nieder und wurde nur notdürftig wieder instand gesetzt, 1492 war das Kloster so verarmt, dass es sich nicht mehr selbst erhalten konnte. St. Blasien bildete es zu einer Propstei um.
Die Besitztümer fielen schließlich 1630 an die Propstei Bürgeln, 1657 an die Propstei Krozingen, diese inkorporierte sie spätestens gegen 1682. Im August 1675 wurden alle Gebäude des Klosters von den Franzosen zerstört und anschließend nicht wieder aufgebaut. 1780 wurden die letzten verbliebenen Lehen verkauft. Vor Ort finden sich keine sichtbaren Überreste mehr.
Zum Bereich Gutnau gehört versteckt im Unterholz ein Mauerblock mit dem Beinamen „Heidenklotz“. Dieses Eckstück ist ein Teil der St. Mathiskirche, die erstmals 1313 urkundlich erwähnt wurde. Skelettreste bei der Kirche weisen auf einen Friedhof hin, zugehörig zu der im Mittelalter am Rhein hier abgegangenen Fischersiedlung Au.
Nach der Reformation wurde St. Mathis von der protestantischen Gemeinde Auggen genutzt, die Klosterkirche blieb dem katholischen Konvent vorbehalten. Der protestantische Pfarrer Jermias Gmelin von Auggen erwähnt dazu am 24. September 1669, „dass in der Filiale Gutnau zwei Kirchen gestanden haben, die Klosterkirche, dem Prälaten  von St. Blasien zugehörig und die andere Kirche St.Mathis. Der Pfarrer von Auggen predigte dort bisweilen und hielt bei gutem Wetter am Mittag die Kinderlehre.  Diese Kirch liegt schon über 30 Jahr in der Aschen“.

## Einzelnachweis
1. ↑  zu den diversen früheren Schreibweisen siehe auch Albert Krieger: Topographisches Wörterbuch des Großherzogtums Baden. Band 1, Heidelberg 1904, Spalte 806–808 Digitalisat der UB Heidelberg

Koordinaten: 47° 47′ 38,4″ N, 7° 34′ 19,7″ O